# Nepa
Die Nepa (russisch Непа) ist ein 683 Kilometer langer linker Nebenfluss der Unteren Tunguska (Nischnjaja Tunguska) im Mittelsibirischen Bergland in Russland.

## Verlauf
Die Nepa entspringt in etwa 540 m Höhe auf dem Angararücken im südlichen Teil des Mittelsibirischen Berglands, etwa 150 km östlich der an der Angara gelegenen Stadt Ust-Ilimsk. Sie durchfließt in einem zumeist relativ engen Tal die von Taiga bewachsene Mittelgebirgslandschaft unter mehrmaligem Richtungswechsel: zunächst vorwiegend nach Norden, dann nach Osten, bevor sie sich in einem weiten Bogen wieder nach Norden bis Nordwesten richtet. Im Mittellauf schlägt sie eine nordöstliche Richtung ein, bevor sie sich abrupt nach Südosten und auf den letzten Kilometern ihres Laufes wieder nach Osten wendet, um beim nach ihr benannten Dorf Nepa schließlich in 300 m Höhe in die Untere Tunguska zu münden. Auf langen Abschnitten seines gesamten Laufes mäandriert der Fluss stark. Die Nepa besitzt eine Vielzahl zumeist kleiner Nebenflüsse; bedeutendster ist die Surinda von links. Auf ihrer gesamten Länge durchfließt die Nepa den Katangski, den nördlichsten Rajon der Oblast Irkutsk.

## Hydrographie
Das Einzugsgebiet der Nepa umfasst 19.100 km². In Mündungsnähe erreicht der Fluss eine Breite von gut 100 m bei einer Tiefe von etwa 1,5 m; die Fließgeschwindigkeit beträgt hier 0,6 m/s.
Die Nepa gefriert von Ende Oktober bis in die zweite Maihälfte. Die Wasserführung im Mittellauf bei Ika, 185 km oberhalb der Mündung, beträgt im Jahresdurchschnitt 62 m³/s bei einem Minimum von 5,5 m³/s im März und einem Maximum von 379 m³/s im Mai.

## Infrastruktur und Bevölkerung
Der Fluss ist auf 532 km ab dem Dorf Tokma schiffbar. Er wird während der Navigationsperiode im Sommer für die Versorgung der an seinen Ufern liegenden Ortschaften genutzt die alle zur Gemeinde Nepa gehören, da jegliche sonstige Verkehrsinfrastruktur in dem dünn besiedelten Gebiet fehlt. Neben Tokma, einem wichtigen Siedlungspunkt der Ewenken in der Oblast Irkutsk, liegen an der Nepa noch die Dörfer Bur und Ika, die allesamt zur Ländlichen Gemeinde Nepa mit Verwaltungssitz im gleichnamigen Dorf nahe der Flussmündung gehören.